# João Gamboa
João Gamboa (Póvoa de Varzim, 31 augustus 1996) is een Portugees voetballer die speelt als verdedigende middenvelder. Hij komt sinds de zomer van 2022 uit voor OH Leuven.

## Carrière
Gamboa begon zijn carrière in eigen land bij Varzim SC. Nadien volgde een omzwerving bij verscheidene Portugese clubs om uiteindelijk te belanden bij GD Estoril-Praia. Hier veroverde hij al snel een basisplaats.
Na twee seizoenen maakte Gamboa in 2022 de overstap naar het Belgische OH Leuven.